# کوسمی د تورس
کوسمی د تورس (انگلیسی: Cosme de Torrès) (۱۵۱۰ – ۲ اکتبر، ۱۵۷۰) یک اسپانیایی و عضو انجمن عیسی در قرن شانزدهم، و یکی از اولین مبلغان مسیحی (میسیونر) در ژاپن بود. او در والنسیا متولد شد و آماکوسا، یک جزیره در کوماموتو در استان کوماموتو در جنوب ژاپن درگذشت.